# Menschlichkeit
Der Begriff Menschlichkeit oder Humanität (lateinisch Humanitas) hat eine weitere und eine engere Bedeutung.
1. Der Begriff bezieht sich in seiner weiteren Bedeutung auf „alles, was Menschen zugehörig oder eigen ist“ (insbesondere auf das, was den Menschen von Tieren unterscheidet). In diesem Sinne bedeutet „menschliches Verhalten“ „jedes empirisch beobachtbare oder mögliche Verhalten von Menschen“. Dieses Verhalten zu beschreiben und zu erklären ist vor allem Aufgabe der Humanethologie.
2. Der Begriff „menschliches Verhalten“ (mit Betonung des Attributs „menschlich“) hingegen hat einen normativen Gehalt, geht also von Vorstellungen darüber aus, wie der Mensch sein solle oder angeblich seiner wahren Natur oder idealen Bestimmung nach sei. Unter dieser Voraussetzung bezeichnet das Wort „Menschlichkeit“ in einer engeren Wortbedeutung Züge des Menschen, die objektiv als richtig oder gut gelten, zum Beispiel  Mitleid,  Nächstenliebe, Güte, Milde, Toleranz, Wohlwollen, Hilfsbereitschaft. Als subjektives Ziel der Selbstveredelung  wird demgegenüber auch das Streben nach harmonischem  Ausgleich von Sinnlichkeit und Sittlichkeit genannt.

Die Idee, dass es die Aufgabe jedes Staates sei, die Würde und die Rechte jedes Menschen zu garantieren, der sich auf seinem Gebiet aufhält, ist für Rechtsstaaten gemäß der Naturrechtslehre konstitutiv.

## Umgang mit den Begriffen „Menschlichkeit“ und „Unmenschlichkeit“ im wertenden Sinne

### Menschlichkeit
Philosophen bestimmen in der Tradition des Humanismus anhand verschiedener moralischer Kriterien eine gewisse Teilmenge des Verhaltens von Menschen als „menschlich“. Im 18. Jahrhundert ging es um Themen wie die Frage, „was den Menschen ausmache“ oder wie der Mensch sein solle. Das Ziel war friedvoller, gütiger, kultivierter Umgang. So sprach beispielsweise Johann Gottfried Herder davon, dass Menschlichkeit nur teilweise angeboren sei und nach der Geburt erst ausgebildet werden müsse: Die Bildung zu ihr sei „ein Werk, das unablässig fortgesetzt werden muß, oder wir sinken […] zur rohen Tierheit, zur Brutalität zurück.“
Den Rang seiner Menschlichkeit könne ein Mensch – der Theorie nach – durch seine jeweiligen Taten verkleinern – oder vergrößern. Die humanistische Theorie zum Begriff Menschlichkeit umfasste „gute“ Ziele wie Taten der Güte, der Menschenliebe, der Nächstenliebe, der Barmherzigkeit und des Mitgefühls. Daneben etablierte sich im 18. Jahrhundert die Lehre von den „unveräußerlichen Menschenrechten“.

### Unmenschlichkeit
Die begrifflichen Gegenstücke zum „menschlichen“ Verhalten sind in der Tradition des Humanismus, das „unerwünschte Verhalten“ und die „Unmenschlichkeit“ (lat. inhumanitas → dt. auch ‚Inhumanität‘ als Gegenstück zu ‚Humanität‘). Schon Cicero erklärte, dass „[d]er rücksichtslose Mensch, der sich für andere Menschen nicht interessiert“, „nicht human“, sei, sondern „unmenschlich“. Diese Zweiteilung in „Menschlichkeit und Unmenschlichkeit“ wurde nicht nur auf das konkrete Verhalten von Menschen bezogen, sondern auch als Ausdruck der „Wesensart“ „unmenschlich Handelnder“ interpretiert, der zufolge sie „Unmenschen“ seien.
Als von zentraler Bedeutung erweist sich die Frage, wer darüber entscheidet, welches Verhalten als „unmenschlich“ gelten soll. De facto läuft diese Frage auf die Frage hinaus, wer in einem Staat über die Macht verfügt, wertende Begriffe verbindlich zu definieren.

## Umsetzung der Grundsätze des Humanismus
Der Gedanke der Humanität umfasst die prinzipielle Gleichheit aller Menschen jeder Herkunft und jeden Geschlechtes, die allgemeine Menschenwürde und die Ächtung von Angriffskriegen. Im weiteren Sinn gebietet Humanität auch religiöse und politische Toleranz und Achtung vor dem Mitmenschen und seinen Überzeugungen, im weiteren Sinn auch die Achtung vor Tieren und den Schutz der Natur.
Humanität ist die Grundlage der Menschenrechte und des humanitären Völkerrechts als Grundlage des positiven Rechts wie auch der Rechtspraxis in den einzelnen Staaten. Im Zusammenhang mit den Verbrechen gegen die Menschlichkeit ist die Idee der Humanität von zentraler Bedeutung. In den Verfassungen der demokratischen Staaten ist die Humanität in den Gesetzen fest verankert (siehe etwa, für deutschsprachige Staaten, Grundgesetz für die Bundesrepublik Deutschland, Österreichische Verfassung, Bundesverfassung der Schweizerischen Eidgenossenschaft, Verfassung des Fürstentums Liechtenstein).
Humanität und das Konzept der Solidarität sind eng mit der Tugend der Hilfsbereitschaft und deren Umsetzung als Hilfe verbunden. Beispiele sind das Engagement in sozialen Einrichtungen wie der Caritas oder der Diakonie, in einer Hilfsorganisation für die Einhaltung der Menschenrechte, der Nachbarschaftshilfe oder dem intrastaatlichen Prinzip der Hilfsbereitschaft und Nachbarschaftshilfe als Humanitäre Hilfe. Hier äußert sich der Wille zur Menschlichkeit durch konkrete Hilfeleistungen wie Hilfsgüter, z. B. in Form von medizinischer Hilfe.
Zugleich gibt es eine Rechtspflicht zur Hilfeleistung: Eine unterlassene Hilfeleistung stellt nicht nur einen moralisch zu verurteilenden Verstoß gegen die Menschlichkeit dar; Strafgesetzbücher definieren die unterlassene Hilfeleistung vielmehr auch als Straftatbestand.

### Beispielhafte Anwendung im Schulgesetz
§ 2 des Niedersächsischen Schulgesetzes beschreibt den Bildungsauftrag niedersächsischer Schulen folgendermaßen:
„Die Schule soll im Anschluss an die vorschulische Erziehung die Persönlichkeit der Schülerinnen und Schüler auf der Grundlage des Christentums, des europäischen Humanismus und der Ideen der liberalen, demokratischen und sozialen Freiheitsbewegungen weiterentwickeln. Erziehung und Unterricht müssen dem Grundgesetz für die Bundesrepublik Deutschland und der Niedersächsischen Verfassung entsprechen; die Schule hat die Wertvorstellungen zu vermitteln, die diesen Verfassungen zugrunde liegen.“
Damit sind alle niedersächsischen Lehrer dienstlich verpflichtet, ihre Schüler zu einer Einstellung und zu einem Verhalten zu erziehen, die sich an den Vorstellungen von Humanität orientieren, die in den angeführten Strömungen der Geistesgeschichte entwickelt wurden. Ähnliche Vorschriften finden sich auch in den Gesetzen anderer Länder.

## Geschichtliche Entwicklung
Für Cicero war es ein Begriff für die ganzheitliche Bildung des Menschen. In diesem Sinne wurden in der Renaissance die studia humanitatis betrieben. Daher wird auch vom Renaissance-Humanismus gesprochen. Besonders in der Zeit der Aufklärung und der deutschen Klassik (Johann Gottfried Herder, Johann Wolfgang von Goethe, Friedrich Schiller) und nach dem Zweiten Weltkrieg lebte der Gedanke der Humanität neu auf.
Dann wandelte sich die Begriffsbedeutung.
Mit der am 10. Dezember 1948 inkraftgetretenen, allerdings nicht rechtsverbindlichen Allgemeinen Erklärung der Menschenrechte bekannten sich die Unterzeichnerstaaten dazu, die Einhaltung der Menschenrechte auf ihrem Staatsgebiet zu garantieren. Nach neueren Interpretationen des Völkerrechts gelten Humanitäre Interventionen nicht mehr als illegale und illegitime „Einmischungen in die inneren Angelegenheiten“ des Staates, der sich massiver Menschenrechtsverletzungen schuldig gemacht hat.

## Kritik

### Sicht des Evolutionären Humanismus
Vertreter des Evolutionären Humanismus verweisen darauf, dass Verhalten, das mit den Begriffen Menschlichkeit und Unmenschlichkeit gemeint ist, inzwischen bereits bei vielen Tierarten wissenschaftlich beobachtet und beschrieben wurde. Es seien ganz andere Eigenschaften, die tatsächlich ausschließlich beim Menschen vorkommen. Normative Ableitungen beziehungsweise Ethiken müssten sich an wissenschaftlichen Erkenntnissen orientieren. Dies führt zur evolutionären Ethik.
Eine frühe, ausführliche Beschreibung von Kooperation, Altruismus, Gerechtigkeit und „Sittlichkeit“ bei vielen gesellig lebenden Tierarten beschrieb Pjotr Alexejewitsch Kropotkin bereits 1902 in seinem Buch Gegenseitige Hilfe in der Tier- und Menschenwelt und entwickelte daraufhin seine Ethik, veröffentlicht unter dem Titel Ethik. Ursprung und Entwicklung der Sitten.
Spezifisch menschlich seien Rationalität, Vorstellungskraft, konzeptionelles Denken, seine einzigartigen Fähigkeiten zur Sammlung, Organisation und Anwendung von Erfahrungen durch eine sie weitertragende Kultur.
In Hoffnung Mensch. Eine bessere Welt ist möglich. schreibt Michael Schmidt-Salomon, diese menschlichen Eigenschaften führten zum technischen und medizinischen Fortschritt, sowie zur soziokulturellen Evolution. Es brauche „einen kulturellen Transformationsprozess, der die humanen, lebensbejahenden Impulse aufgreift und die inhumanen, lebensfeindlichen Elemente abbaut“.
Ein großes Risiko birgt nach Schmidt-Salomon die Tendenz des Menschen, Menschlichkeit nur gegenüber seiner In-Group zu zeigen, der Out-Group dagegen Feindseligkeit. Zwar wurde auch dieses Verhalten bereits bei Tieren (Schimpansen) beobachtet, bei Menschen sei es jedoch besonders verbreitet.

### Selbstgerechtigkeit der (vermeintlich) „guten Menschen“
Helmuth Plessner, ein Hauptvertreter der Philosophischen Anthropologie, kritisierte am „Wertekonstrukt“ des Humanismus, dass es die „überhebliche Auffassung“ impliziere, andere Kulturen zu missionieren und „Menschlichkeit erst beibringen“ zu wollen. Damit knüpft Plessner implizit an die Kritik Jesu von Nazaret an der Selbstgerechtigkeit der „Pharisäer“ an. Zu beachten ist nämlich, dass nach christlicher Auffassung alle Menschen „Sünder“ sind. Folgerichtig mahnt Jesus der Bibel zufolge: „Wer von euch ohne Sünde ist, der werfe den ersten Stein […]!“

### „Herrenmoral“ statt „Sklavenmoral“
In der Tradition Friedrich Nietzsches wird das Festhalten an dem Gegensatzpaar „gut/böse“ als Ausdruck einer Sklavenmoral bewertet. Es müsse, wie in den Zeiten der Aristokratie (= wörtlich: der „Herrschaft der Besten“) wieder durch das Gegensatzpaar „gut/schlecht“ ersetzt werden, wobei ein „schlechter Mensch“ nicht etwa ein „böser Mensch“ sei, sondern ein schlichter, einfacher Mensch, dem es an den Fähigkeiten und der Stärke der Aristokraten mangele. Der „Herrenmensch“ sei aufgrund seiner Vornehmheit befugt, alles zu tun, was ihn „verherrliche“.
Als „Herrenmenschen“ legten Nationalsozialisten keinen Wert darauf, als „Humanisten“ zu gelten, und verspotteten Pazifismus und christliche Nächstenliebe als Ausdruck von „Humanitätsduselei“. So „versprach“ Fritz Sauckel, während der Zeit des Nationalsozialismus Gauleiter von Thüringen und als „Generalbevollmächtigter für den Arbeitseinsatz“ Koordinator des Einsatzes von Zwangsarbeitern: „Wir werden die letzten Schlacken unserer Humanitätsduselei ablegen.“ Sauckel gehörte zu den Führungskräften des Nationalsozialismus, die während der Nürnberger Prozesse u. a. wegen „Verbrechen gegen die Menschlichkeit“ angeklagt und verurteilt sowie anschließend hingerichtet wurden.